# José Almanzor
José Almanzor Martínez (* 28. Dezember 1929 in Guadalajara; † 10. November 2017) war ein mexikanischer Bogenschütze.
Almanzor nahm an den Olympischen Spielen 1972 in München teil und beendete den Wettkampf im Bogenschießen auf Rang 52 von 55 gestarteten Schützen.
Später wurde er Trainer und war so zum Beispiel noch 2008 dem Sport verbunden.
Sein Enkel Eduardo Vélez startete als Bogenschütze ebenfalls bei Olympischen Spielen für Mexiko.